# بوتریمونیس
بوتریمونیس (به لاتین: Butrimonys) یک شهرک در لیتوانی است که در شهرداری بخش الیتاس واقع شده‌است.

## خصوصیات
بوتریمونیس ۱٬۱۲۶ نفر جمعیت دارد.